# 古国時代
古国時代（ここくじだい、簡体字: 古国时代）は、2002年から2018年にかけて行われた、中華文明探源プロジェクトにより提唱された、中国史の新たな時代区分の1つである。
かつては伝説時代や上古時代とも呼ばれたが、近年では資料の出土から夏王朝以前の国家の存在が確実視されつつある時代区分であることから、このように呼ばれる。

## 期間
古国時代の期間は、堯舜の頃までとされる。夏王朝の存在時期(紀元前1920年代〜)と合わせて考えると、紀元前3800年〜紀元前1920年となる。
次の年表は、中華文明探源プロジェクトによる年代推定である。
- 原初諸氏期(BC3800〜BC3050、750年間)
  - 太昊　:紀元前3350年頃
- 炎帝神農氏(BC3050〜BC2510、540年間)
  - 神農　:紀元前3035年頃
- 黄帝有熊氏(BC2510〜BC1920、590年間)
  - 黄帝　:紀元前2510年～紀元前2448年
  - 顓頊　:紀元前2300年頃
  - 堯舜　:紀元前2000年頃

(夏商周三代の時代)

- 夏王朝　　(BC1920〜)
  - 夏禹　:紀元前1920年以降

## 沿革
この時代においては、神農や黄帝の一族による支配が行われたものの、それらは(いわゆる)世襲によらず、禅譲によるものとされた。これは後世(特に魏の曹操〜)において理想の易姓革命の形とされ、皇位簒奪者に利用される傾向があったためである。

### 歴代帝王[注釈 3]

#### 原初諸氏
中国氏族同盟伏羲女媧体制の（選挙制の）炎帝と名乗ったとされる。期間はBC3800〜BC3050、750年間とみられる。

##### 太古時代
- 盤古　万物を作り出したとされる。
- 渾沌氏　盤古（元始天王、元始天尊）と同一視される。
- 三皇　有巣氏・燧人氏と同一視される[注釈 5]。
  - 天皇
  - 地皇
  - 人皇
- 五竜氏
  - 皇伯
  - 皇仲
  - 皇叔
  - 皇季
  - 皇少
- 有巣氏
- 燧人氏允婼

##### 伏羲女媧時代
- 太昊　紀元前3350年?。伏羲と同一や天皇とも。
- 伏羲　風姓。女媧と同じく創造神。別名は天皇、宓羲、庖犧、包犧、犧皇、皇羲など。女媧、嬟移、師嬟、太昊、昊嬟、少昊、嬑節、伏泰、羲皞、印槍が後継となったとされる。
- 大庭氏
  - 新印
  - 姯印
  - 随象
- 柏皇氏
  - 伏顕
  - 可塑
  - 郁莟
- 不明
  - 象団
- 中央氏
  - 象偉
  - 伏案
  - 曲秦
  - 随秦
- 巻須氏※
  - 晁安
- 栗陸氏
  - 伏安
  - 起望
  - 河圭
- 不明
  - 圭嬜
- 驪連氏
  - 泰望
  - 施公
  - 団良
  - 冠象
  - 団伏
- 赫胥氏
  - 伏義
  - 娍義
  - 肆櫔
  - 帰紋
  - 伏秧
- 不明
  - 団皞
- 尊盧氏
  - 秦槍
  - 革池
  - 槍蘭
  - 三那
  - 革蘭
- 祝融氏[注釈 6]
  - 赤禅
  - 洛槍
  - 附前
  - 洛前
- 混沌氏
  - 伏紀
  - 随嬄
  - 鵬爍
  - 茜河
- 昊英氏
  - 規辛
  - 金鳥
  - 掮師
- 不明
  - 雪河
- 後有巣氏[注釈 7]
  - 汝信
  - 羅秦
- 葛天氏
  - 風浩
  - 峙龍
  - 達河
- 陰康氏
  - 荷曲
  - 達耳
  - 媒蘭
  - 立路
- 不明
  - 因康
- 朱襄氏
  - 墻爍
  - 澤治
- 不明
  - 渭茂
- 無懐氏
  - 蒼芒
  - 蒼曲
- 不明
  - 風和
  - 節氏
  - 太河
  - 太耀
  - 節芒

"※"は史記(三皇本紀)のみの記述。帝王世紀にもあるものは"※"無し。また、この順序は中国伝説時代君主列表に依った。

#### 炎帝神農氏(BC3050〜BC2510,540年間)
- 神農　(1)　神農氏の初代。BC3050頃。
- 帝臨魁(2)　帝承が2代目とも。
- 帝承　(3)　帝臨が3代目とも。
- 帝明　(4)　帝則が4代目とも。
- 帝直　(5)　帝百が5代目とも。
- 帝来　(6)　帝嫠が6代目とも。
- 帝哀　(7)　帝襄が7代目とも。
- 帝楡罔(8)　帝楡とも。阪泉の戦いで敗れる。[注釈 9]

#### 黄帝有熊氏(BC2510〜BC1920,590年間)
- 黄帝　(1)　少典の子。BC2510頃。
- 玄囂　(2)　黄帝の長男、少昊。BC2448頃。
- 顓頊　(3)　黄帝の次男昌意の長男。
- 嚳　　(4)　玄囂の子の蟜極の子。帝夋(殷祖)
- 摯　　(5)　嚳の長男。
- 放勲　(6)　嚳の次男。堯。重華に禅譲。
- 重華　(7)　瞽叟の子。舜。禹に禅譲。
  - 窮蝉　　顓頊の子。
  - 敬康　　窮蝉の子。
  - 句望　　敬康の子。
  - 橋牛　　句望の子。
  - 瞽叟　　橋牛の子。

#### 夏王朝家(禹以前)
(顓頊以下4代略)
- 鯀　　　 四罪の一。堯舜交代に反発し処刑。
- 禹(1)　　夏王朝の初代王。

## 政治・社会

### 黄帝以前の治世
黄帝以前についてはあまり伝承がないが、原初諸氏の時代には「治めずして治まった時代」だったといわれる。また、炎帝時代末期には炎帝神農氏の支配力が弱まった事も分かっているが、その原因を含め詳しくは分かっていない。

### 黄帝の治世(伝説)
黄帝は創造神の1柱である、伏羲の子孫の炎帝神農氏にその同祖の蚩尤が魑魅魍魎を味方につけて攻め寄せたのに対し、炎黄連合軍は、応竜を召喚して指南車を以って退治したとされる。その後、8代炎帝も打ち破って帝位についたとされる。

### 顓頊の治世(伝説)
高陽を都として高陽氏を名乗り始め、人民と神の接触を止めさせるために天界への道を閉ざしたとされる。また、舜や禹、春秋戦国時代の楚・秦・趙の祖先ともされる。

### 堯の治世(伝説)
度重なる黄河の洪水を止めるべく、家臣に問うと顓頊の子の鯀が適任とされたが、9年経っても収まらなかったため処刑し(流刑としたという話もある)、鯀の子の禹に工事をさせた所上手くいったという。また、10個の太陽が一度に出て大飢饉が起こったため、9個の太陽を弓の名手の羿に落とさせたため、民は喜んだという。また、子の驩兜(丹朱)のために囲碁を発明したとされる。しかし、驩兜は三苗と組んで堯に対する反乱を企て、共工(洪水を起こし幽州に追放され北狄となる)を紹介した。

### 舜の治世(伝説)
帝位についた舜は洪水を治めるために禹を採用し、成功した。南風歌を作ったとされ、39年間帝位につき、禹に禅譲して死去した。

## 経済・貿易・対外関係

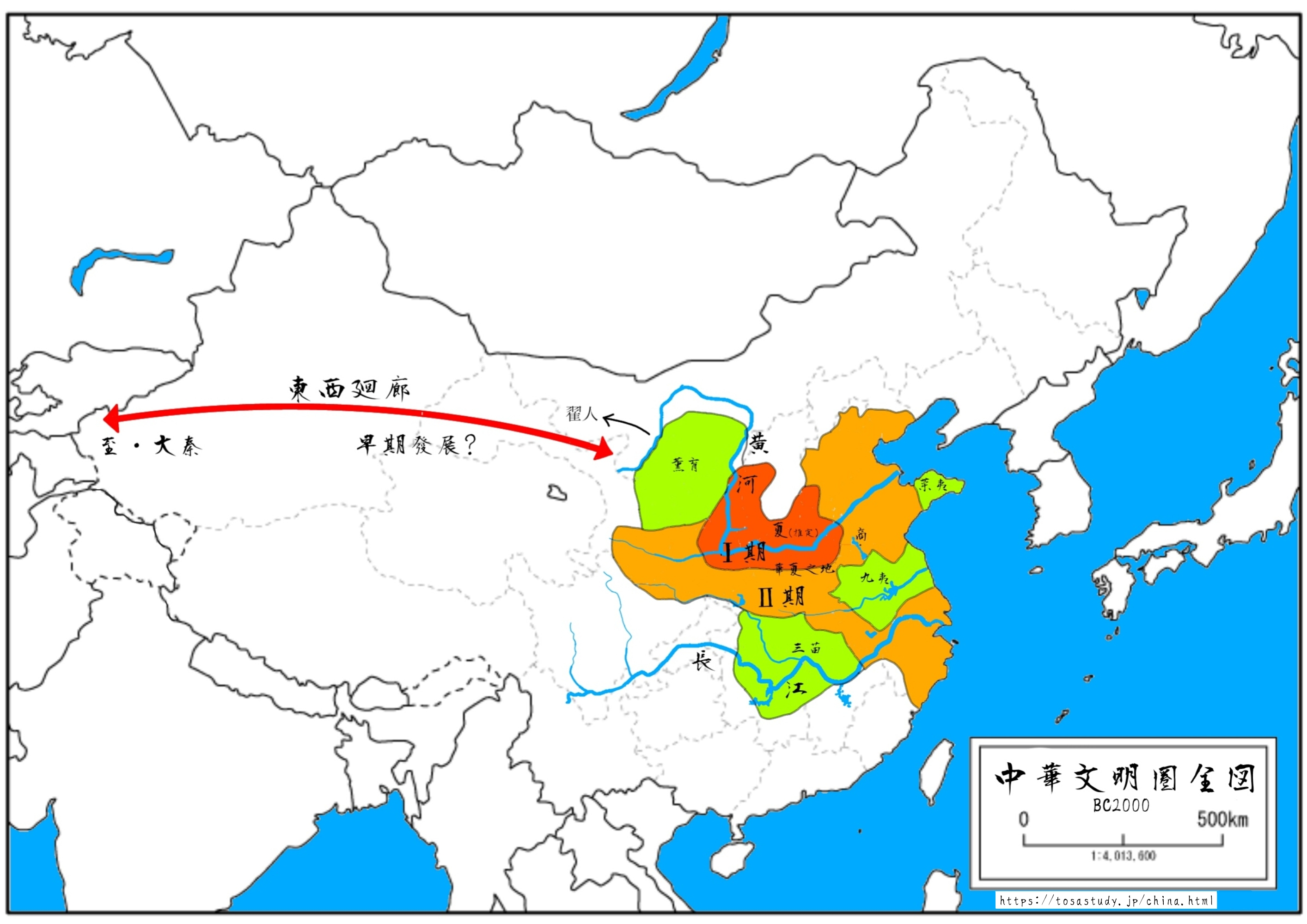
中国文明（華夏）と異民族の関係

伝説上では異民族と反乱軍の同盟が帝王によって倒されるという形が見られるが、探源プロジェクトによると、他民族とは敵対していた訳ではなく、並立関係にあって互いに影響しあっていたとされる。

## 人物
- 帝王
  - 神農
  - 黄帝
  - 顓頊
  - 堯
  - 舜
  - 禹
- 家臣
  - 鯀
  - 羿
  - 驩兜

## 文化圏
- 黄河文化圏
- 長江文化圏
- 遼河文化圏

## 出来事
- 涿鹿の戦い　(黄帝が蚩尤を倒した戦い)
- 阪泉の戦い　(黄帝が8代炎帝を倒した戦い)
- 黄河の大洪水 (紀元前1920年)